# Mammillaria deherdtiana
Mammillaria deherdtiana  (лат.) — вид двудольных растений рода Маммиллярия (Mammillaria) семейства Кактусовые (Cactaceae). Впервые описан американским ботаником С. Фарвигом в 1969 году.
Видовой эпитет дан в честь бельгийского садовника Де Хердта.
Подвид — Mammillaria deherdtiana subsp. dodsonii (Bravo) D.R. Hunt.

## Распространение и среда обитания
Эндемик штата Оахака (Мексика). Общая площадь ареала составляет около 20000 км².
Растёт на высоте около 3100 м над уровнем моря, в скалистых районах в умеренных хвойных лесах. Предпочитает каменистые солёные почвы.

## Ботаническое описание
В дикой природе растёт одиночно.
Стебель размером до 2,5×5 см.
Корни мочковатые.
Туберкул по 33—36 на растении, несут по 1—6 или более колючек.
Цветки воронковидные, диаметром до 5 см, фиолетового цвета (у M. d. subsp. deherdtiana).
Плоды шаровидные, зеленоватого цвета. Семя от тёмно-коричневого до чёрного.
В культуре цветёт в марте и апреле.

## Значение
В культуре редок. Выращивается как декоративное растение, иногда нелегально вывозится со своего ареала для коллекционеров.

## Охранный статус
Вид считается уязвимым (статус «VU») согласно Международного союза охраны природы. Основной угрозой, помимо нелегального вывоза экземпляров, является выжигание земель ради создания пастбищ для скота. Существует несколько субпопуляций, примерно по 100 экземпляров в каждой, и их число продолжает уменьшаться.
Произрастает на территории местного национального парка Сан-Фелипе.